# Wittersham
Wittersham is een civil parish in het bestuurlijke gebied Ashford, in het Engelse graafschap Kent met 1112 inwoners.

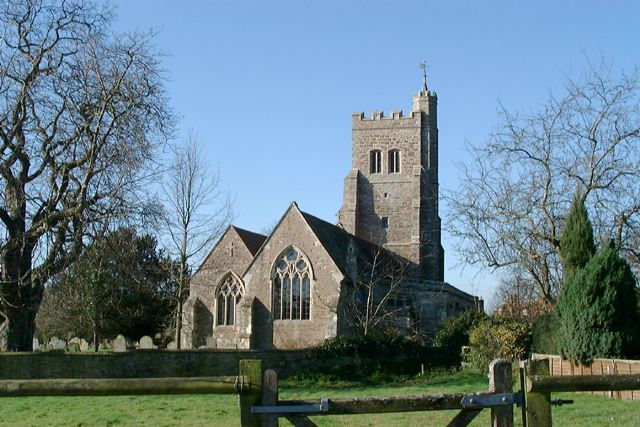
Parochiekerk van Wittersham